# الأسبوع المشرق

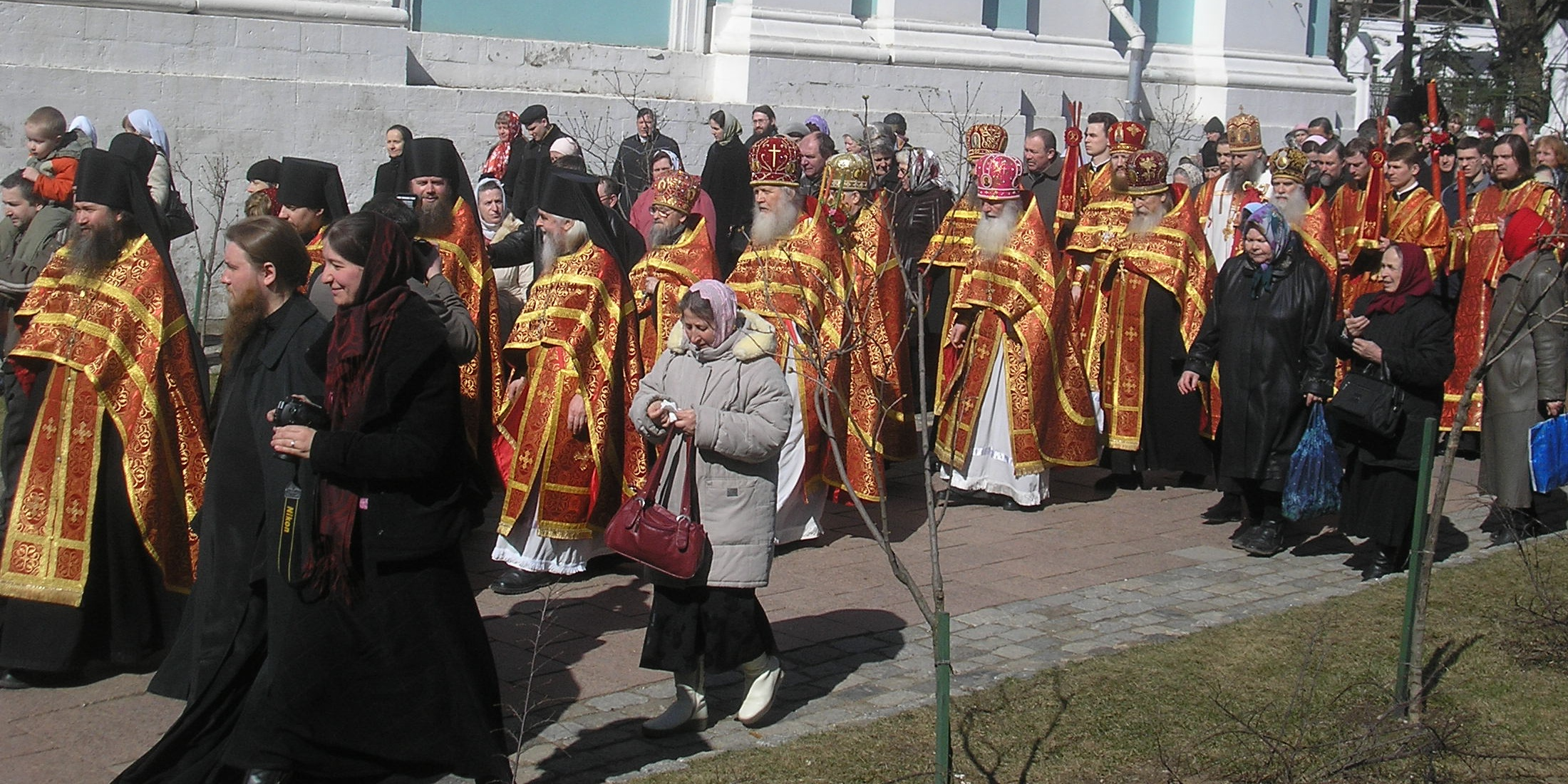
قساوسة في موكب الأسبوع المشرق خلال الثالوث المقدس في سرغيايف بوساد في روسيا).

الأسبوع المشرق هو الاسم الذي تستخدمه الكنائس الأرثوذكسية الشرقية والبيزنطية والكثلية الشرقية لمدة من سبعة أيام تبدأ في عيد الفصح أو القيامة وتستمر حتى (ولكن لا تشمل) الأحد التالي والذي يُعرف باسم أحد توما أو أحد الفصح الثاني.

## الجوانب الشعائرية
يعتبر الأسبوع بأكمله يومًا متواصلاً. يُطلق على اسم كل يوم من أيام الأسبوع اسم مشرق الاثنين المشرق وتعد خدمات الأسبوع فريدة من نوعها ، حيث تختلف اختلافًا كبيرًا عن تلك خلال الفترة المتبقية من العام.

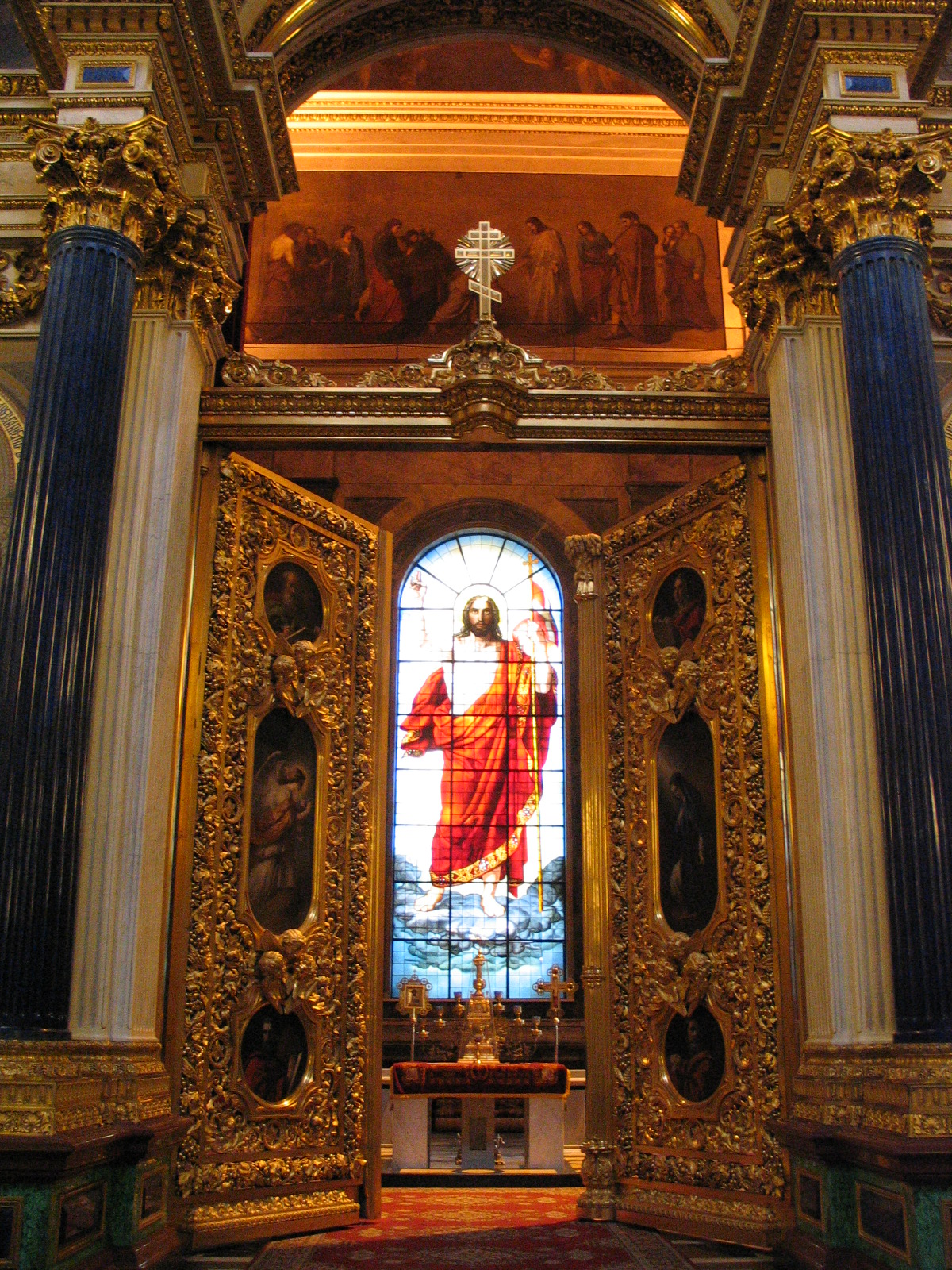